# Bibliotheca Scriptorum Medii Recentisque Aevorum
A Bibliotheca Scriptorum Medii Recentisque Aevorum (1930–) a Magyar Tudományos Akadémia Irodalomtudományi Intézetének hiánypótló kritikai kiadás-sorozata (bevett rövidítése: BSMRAe), kiadatlan vagy nehezen hozzáférhető közép- és kora újkori közép-európai szerzők latin nyelvű műveit közli (leginkább magyar vagy Magyarországon tevékenykedő szerzőkét).
Alapítója, Juhász László 1946-ig, az első sorozat végéig közel negyven kötetet szerkesztett és rendezett sajtó alá. Harminc évnyi szünet után az MTA Irodalomtudományi Intézetének Reneszánsz-kutató Osztálya indította újra a sorozatot „Series Nova” megjelöléssel, 1976 óta 12 kötet látott napvilágot. Kiadási terveik között számos további mű szerepel, többek között Andreas Dudith levelezésének publikálása (7 kötet, a Lengyel Tudományos Akadémiával együttműködésben), valamint Janus Pannonius összes műveinek kritikai kiadása. A sorozat szerkesztője 1992-ig Pirnát Antal volt, azóta Pajorin Klára és Szörényi László szerkesztik.
2009-től új alsorozata indult a sorozatnak Monumenta Ritualia Hungarica néven. Az alsorozat célja a középkori magyar liturgikus hagyomány fönnmaradt emlékeinek megjelentetése. Első kötete az 1484-es, először kinyomtatott Esztergomi misekönyv (Missale Strigoniense 1484), második kötete egy, az esztergomi rítust szabályozó normatív szöveg, az 1493 és 1520 között hat ismert kiadást látott Esztergomi ordinárius (Ordinarius Strigoniensis) kritikai kiadása. Az alsorozatot Déri Balázs szerkeszti.

## A sorozat kötetei

### 1930–1946
1. Galeottus Martius [Marzio] Narniensis, Epistolae, ed. Ladislaus Juhász, Bp., K. M. Egyetemi Nyomda, 1930 (BSMRAe: Saeculum XV), VIII + 12 l.
2. Bartholomaeus Fontius [Fonzio], Epistolarum libri III, ed. Ladislaus Juhász, Bp., K. M. Egyetemi Nyomda, 1931 (BSMRAe: Saecula XV–XVI), X + 81 l.
3. P. Magister, quondam Bele regis Hungariae notarius [Anonymus], Gesta Hungarorum, ed. Ladislaus Juhász, Bp., K. M. Egyetemi Nyomda, 1932 (BSMRAe: Saecula XII–XIII), VIII + 100 l.
4. Nicolaus Barius [Bánfalvi Miklós], Georgius Polycarpus de Kostolan [Kosztolányi György], Simon Hungarus, Georgius Augustinus Zagabriensis, Reliquiae, ed. Ladislaus Juhász, Lipsiae, B. G. Teubner, 1932 (BSMRAe: Saeculum XV), VI + 24 l.
5. [Filippo Buonaccorsi] Callimachus Experiens, Attila. Accedunt opuscula Quintii Aemiliani Cimbriaci ad Attilam pertinentia, ed. Tiberius Kardos, Lipsiae, B. G. Teubner, 1932 (BSMRAe: Saeculum XV), VI + 28 l.
6. Conradus Celtis Protucius, Oratio in gymnasio in Ingelstadio publice recitata. Cum carminibus ad orationem pertinentibus, ed. Iohannes Rupprich, Lipsiae, B. G. Teubner, 1932 (BSMRAe: Saecula XV–XVI), VI + 20 l.
7. Bartholomaeus Fontius [Fonzio], Carmina, ed. Iosephus Fógel, Ladislaus Juhász, Lipsiae, B. G. Teubner, 1932 (BSMRAe: Saecula XV–XVI), VI + 34 l.
8. Galeottus Martius [Marzio], Carmina, ed. Ladislaus Juhász, Bp., K. M. Egyetemi Nyomda, 1932 (BSMRAe: Saeculum XV), VIII + 28 l.
9. Galeottus Martius [Marzio], Invectivae in Franciscum Philelphum, ed. Ladislaus Juhász, Lipsiae, B. G. Teubner, 1932 (BSMRAe: Saeculum XV), IV + 46 l.
10. Thomas Seneca, Historia  Bononiensis. Qualiter Galeatius Marescottus eques extraxit Hannibalem  Bentevolum de carceribus et reliqua per utrunque gesta. Carmen epicum, ed. Iosephus Fógel, Lipsiae, B. G. Teubner, 1932 (BSMRAe: Saeculum XV), V + 68 l.
11. Matthaeus Andronicus [Andreis] Tragurinus, Epithalamium in nuptias Vladislai Pannoniarum ac Boemiae regis et Annae Candaliae reginae (1502), ed. Ladislaus Juhász, Lipsiae, B. G. Teubner, 1933 (BSMRAe: Saecula XV–XVI), 18 l.
12. Titus Vespasianus Strozza, Borsias (Fragmenta) – Bucolicon liber, ed. Iosephus Fógel, Ladislaus Juhász, Lipsiae, B. G. Teubner, 1933 (BSMRAe: Saecula XV–XVI), 26 l.
13. Ugolinus Verinus, Panegyricon ad Ferdinandum regem et Isabellam reginam Hispaniarum de Saracenae Baetidos gloriosa expugnatione, ed. Iosephus Fógel, Ladislaus Juhász, Lipsiae, B. G. Teubner, 1933 (BSMRAe: Saecula XV–XVI), IV + 40 l.
14. Conradus Celtis Protucius, Quattuor  libri amorum secundum quattuor latera Germaniae – Germania generalis.  Accedunt carmina aliorum ad libros amorum pertinentia, ed. Felicitas Pindter, Lipsiae, B. G. Teubner, 1934 (BSMRAe: Saecula XV–XVI), VI + 128 l.
15. Amerigus Corsinus, Compendium in vitam Cosmi Medicis ad Laurentium Medicem, ed. Ladislaus Juhász, Lipsiae, B. G. Teubner, 1934 (BSMRAe: Saeculum XV), IV + 34 l.
16. Alexander Cortesius, De laudibus bellicis Matthiae Corvini Hungariae regis, ed. Iosephus Fógel, Lipsiae, B. G. Teubner, 1934 (BSMRAe: Saeculum XV), IV + 34 l.
17. Galeottus Martius [Marzio] Narniensis, De egregie, sapienter, iocose dictis ac factis regis Mathiae ad ducem Iohannem eius filium liber (1485), ed. Ladislaus Juhász, Lipsiae, B. G. Teubner, 1934 (BSMRAe: Saeculum XV), IV + 47 l.
18. Naldus de Naldis Florentinus, Elegiarum libri III. ad Laurentium Medicen, ed. Ladislaus Juhász, Lipsiae, B. G. Teubner, 1934 (BSMRAe: Saecula XV–XVI), VI + 108 l.
19. Nicolaus Olahus [Oláh], Carmina, ed. Iosephus Fógel, Ladislaus Juhász, Lipsiae, B. G. Teubner, 1934 (BSMRAe: Saeculum XVI), IV + 52 l.
20. Thomas Stretzinger, Oratio de divo Leopoldo III. Austriae marchione in universitate Vindobonensi habita, ed. Hermannus Maschek, Lipsiae, B. G. Teubner, 1934 (BSMRAe: Saeculum XVI), 16 l.
21. Nicolaus Istvánffy, Carmina, ed. Iosephus Holub, Ladislaus Juhász, Lipsiae, B. G. Teubner, 1935 (BSMRAe: Saecula XVI–XVII), VIII + 64 l.
22. Antonius de Bonfinis, Rerum Ungaricarum decades, Tom. I–III; Tom. IV, Pars I; Tom. IV, Pars II. (Appendix, Fontes, Index), eds. Iosephus Fógel, Béla Iványi, Ladislaus Juhász, (IV/2:) Margarita Kulcsár, Petrus Kulcsár,  Lipsiae–Budapestini, B. G. Teubner–K. M. Egyetemi Nyomda–Akadémiai  Kiadó, (I–III:) 1936, (IV/1:) 1941, (IV/2:) 1976 (BSMRAe: Saeculum XV –  BSMRAe: Series nova, I), LX + 250, XIV + 268, XIV + 268, XII + 300, 285  l.
23. Conradus Celtis Protucius, Libri odarum quattuor – Liber epodon – Carmen saeculare, ed. Felicitas Pindter, Lipsiae, B. G. Teubner, 1937 (BSMRAe: Saecula XV–XVI), VI + 138 l.
24. Elias Corvinus, Ioannis Hunniadae res bellicae contra Turcas. Carmen epicum, ed. Oscarius Sárkány, Lipsiae, B. G. Teubner, 1937 (BSMRAe: Saeculum XVI), 36 l.
25. Bohuslaus Hassensteinius baro a Lobkowicz [Hasištejnský z Lobkovic], Scripta moralia – Oratio ad Argentinenses – Memoria Alexandri de Imola, ed. Bohumil Ryba, Lipsiae, B. G. Teubner, 1937 (BSMRAe: Saecula XV–XVI), VI + 44 l.
26. Iacobus Canter Frisius, Rosa Rosensis, ed. Bohumil Ryba, Bp., K. M. Egyetemi Nyomda, 1938 (BSMRAe: Saecula XV–XVI), 36 l.
27. Nicolaus Olahus [Oláh], Hungaria – Athila (1536, 1537), ed. Colomannus Eperjessy, Ladislaus Juhász, Bp., K. M. Egyetemi Nyomda, 1938 (BSMRAe: Saeculum XVI), VIII + 108 l.
28. Valentinus Cybeleius Varasdiensis [Hagymási], Opera (Carmina et Opusculum de laudibus et vituperio vini et aquae), ed. Maria Révész, Bp., K. M. Egyetemi Nyomda, 1939 (BSMRAe: Saeculum XVI), VI + 60 l.
29. Iohannes Rabensteinensis, Disputacio, ed. Bohumil Ryba, Bp., K. M. Egyetemi Nyomda, 1942 (BSMRAe: Saeculum XV), V + 68 l.
30. Antonius Bonfinis, Symposion de virginitate et pudicitia coniugali, ed. Stephanus Apró, Bp., K. M. Egyetemi Nyomda, 1943 (BSMRAe: Saeculum XV), XXVI + 256 l.
31. Naldus Naldius Florentinus, Epigrammaton liber, ed. Alexander Perosa, Bp., K. M. Egyetemi Nyomda, 1943 (BSMRAe: Saecula XV–XVI), IV + 72 l.
32. Stephanus Taurinus [Stieröxel] Olomucensis, Stauromachia, id est Cruciatorum servile bellum (Servilis belli Pannonici libri V) (1519), ed. Ladislaus Juhász, Bp., K. M. Egyetemi Nyomda, 1944 (BSMRAe: Saeculum XVI), XXI + 89 l.
33. Antonius Wrancius [Verancsics] Sibenicensis Dalmata, Expeditionis Solymani in Moldaviam et Transsylvaniam libri duo; De situ Transsylvaniae, Moldaviae et Transalpinae liber tertius, ed. Colomannus Eperjessy, Bp., K. M. Egyetemi Nyomda, 1944 (BSMRAe: Saeculum XVI), XX + 82 l.
34. Conradus Celtis Protucius, Ludi scaenici (Ludus Dianae – Rhapsodia), ed. Felicitas Pindter, Bp., Egyetemi Nyomda, 1945 (BSMRAe: Saecula XV–XVI), X + 32 l.
35. Bartholomaeus Frankfordinus Pannonius, Opera quae supersunt, ed. Anna Vargha, Bp., Egyetemi Nyomda, 1945 (BSMRAe: Saeculum XVI), X + 28 l.
36. Bohuslaus Hassensteinius baro a Lobkowicz [Hasištejnský z Lobkovic], Epistolae. Accedunt epistolae ad Bohuslaum scriptae, ed. Augustinus Potuček, Bp., Egyetemi Nyomda, 1946 (BSMRAe: Saecula XV–XVI), LII + 180 l.

### 1976– (Series Nova)
- 1. Antonio Bonfini Bonfinis, Antonius de: Rerum Ungaricarum decades. Tom. 4. Pars 2. (Appendix. Fontes. Index.) Ed.: Margarita Kulcsár et Petrus Kulcsár. 1976. 285 l.
- 2. Ransanus, Petrus: Epithoma rerum Hungararum, id est annalium omnium temporum liber primus et sexagesimus. Curam gerebat: Petrus Kulcsár. 1977. 232 l.
- 3. Vitéz János Vitéz Iohannes de Zredna: Opera quae supersunt. Ed. Iván Boronkai. 1980. 290 l.
- 4. Schesaeus, Christianus: Opera quae supersunt omnia. Ed. Franciscus Csonka. 1979. 547, [1] l.
- 5. PROXENUS A SUDETIS, Simon: Commentarii de itinere Francogallico. Ed. Dana Martínková.1979. 127 l.
- 6. Brodarics István Brodericus, Stephanus: De conflictu Hungarorum cum Solymano Turcarum imperatore ad Mohach historia verissima. Ed. Petrus Kulcsár. – Oratio ad Adrianum VI. Pontificem Maximum. Ed. Csaba Csapodi. 1985. 91, [1] l.
- 7. Thuróczi János Thurocz, Johannes de: Chronica Hungarorum. I. Textus. Ed. Elisabeth Galántai et Julius Kristó. 1985. 331, [1] l.
- 8–9. Thuróczi János  Thurocz, Johannes de: Chronica Hungarorum. II. Commentarii. 1–2. Comp. Elemér Mályusz. Adiuv. Julio Kristó. 1. Ab initiis usque ad annum 1301. – 2. Ab anno 1301 usque ad annum 1487. 1988. 603, 500 l.
- 10. Purkircher György Purkircher, Georgius: Opera quae supersunt omnia. Ed. Miloslaus Okál. 1988. 254, [2] l.
- 11. Gyöngyösi Gergely Gyöngyösi, Gregorius: Vitae fratrum eremitarum ordinis Sancti Pauli primi eremitae. Ed. Franciscus L. Hervay. 1988. 251, [1] l.
- 12/1–2. Bocatius, Ioannes: Opera quae exstant omnia. 1–2. Poetica. Ed. Franciscus Csonka.1990. 601; 602–1116 l.
- 12/3. Bocatius, Ioannes: Opera quae exstant omnia. 3. Prosaica. Ed. Franciscus Csonka. 1992. 583 l.
- 13/1. Dudith András Dudithius, Andreas: Epistulae. Editae curantibus Lecho Szczucki et Tiburtio Szepessy. Pars I. 1554–1567. Ed. Tiburtius Szepessy, Susanna Kovács. Commentariis instruxerunt Clara Pajorin, Halina Kowalska. (Trad. Cl. Csűrös, L. Grobelak.) 1992. 501 [1] l., 1 t., ill.
- 13/2. Dudith András Dudithius, Andreas: Epistulae. Editae curantibus Lecho Szczucki et Tiburtio Szepessy. Pars II. 1568–1573. Ed.: Margarita Borowska, Nicolaus Szymański, Georgius Mańkowski, Miecislaus Mejor, Cyprianus Mielczarski, Barbara Milewska-Waźbińska, Catharina Różycka-Tomaszuk, Joanna Ziabicka, Ivona Żółtowska. Editorum labores moderante Georgio Axer. Commentariis instruxerunt Halina Kowalska et Lechus Szczucki. 1995. 652 [2] l.
- 13/3. Dudith András Dudithius, Andreas: Epistulae. Editae curantibus Lecho Szczucki et Tiburtio Szepessy. Pars III. 1574. Ed.: Andreas Szabó, Susanna Kovács, Maria Maciejewska. Commentariis instruxit Halina Kowalska.
- 13/4. Dudith András Dudithius, Andreas: Epistulae. Editae curantibus Lecho Szczucki et Tiburtio Szepessy. Pars IV. 1575. Ed. Catharina Kotońska. Commentariis instruxit Halina Kowalska. 1998. 486 [1] l.
- 14. Sermones compilati in studio generali Quinqueecclesiensi in regno Ungariae. Ed. Eduardo Petrovich. Incohatam curavit Paulus Ladislaus Timkovics. 1993. 484 [1] l.
- 15. Ioannes Sylvester, Grammatica Hungarolatina, edidit, introduxit et commentariis instruxit Stephanus Bartók, Bp., Akadémiai Kiadó–Argumentum Kiadó, 2006 (BSMRAe: Series nova, XV), 142 l.
- 16. Stephanus Brodericus, Epistulae, edidit, introduxit et commentariis instruxit Petrus Kasza, Bp., Argumentum Kiadó–Magyar Országos Levéltár, 2012 (BSMRAe: Series nova, XVI), 636 l.

### 2009– (Subseries: Monumenta Liturgica Hungarica)
- 16. | 1. Missale Strigoniense 1484. Id est Missale secundum almae ecclesiae Strigoniensis, impressum Nurenbergae apud Anthonium Koburger, anno Domini MCCCCLXXXIIII (RMK III 7). Ed.: Balázs Déri. 2009. 659 l.
- 17. | 2. Ordinarius Strigoniensis. Impressum pluries Nurenbergae, Venetiis et Lugduni annis Domini 1493–1520 (RMK III Suppl. I 5031, RMK III 35, 134, 165, 166, 238). Ed.: Miklós Földváry. 2009. 188. l.